# Petru Seleșan
Petru Seleșan (n. 1877, Deva, județul Hunedoara – d. 1937) a fost un deputat în Marea Adunare Națională de la Alba Iulia , organismul legislativ reprezentativ al „tuturor românilor din Transilvania, Banat și Țara Ungurească”, cel care a adoptat hotărârea privind Unirea Transilvaniei cu România, la 1 decembrie 1918 :p. 223.

## Biografie
Petru Seleșan a urmat școala primară și a fost membru al Partidului Social Democrat din Ungaria. În 1918, Petru Seleșan a fost ales membru al Consiliului Național Român din Deva :p. 223.

## Activitatea politică
Ca deputat în Adunarea Națională din 1 decembrie 1918 a fost delegat al Cercului electoral Deva :p. 223.